# Petrůvka
Petrůvka (en allemand : Petruwka) est une commune du district et de la région de Zlín, en République tchèque. Sa population s'élevait à 340 habitants en 2020.

## Géographie
Petrůvka se trouve à 5 km au nord-ouest de Slavičín, à 18 km au sud-est de Zlín, à 89 km à l'est de Brno et à 267 km au sud-est de Prague.
La commune est limitée par Dolní Lhota au nord, par Slavičín à l'est, par Luhačovice au sud et au sud-ouest, et par Pozlovice à l'ouest.

## Histoire
La première mention écrite de la localité date de 1449.

## Transports
Par la route, Petrůvka se trouve à 6 km de Slavičín, à 26 km de Zlín, à 109 km de Brno et à 315 km de Prague.